# Jimmy Cowan
Pour les articles homonymes, voir Cowan.

a Compétitions nationales et continentales officielles uniquement.

b Matchs officiels uniquement.
Dernière mise à jour le 9 novembre 2021.
Quinton James Cowan, né le 6 mars 1982 à Gore, est un joueur de rugby à XV néo-zélandais qui joue avec les All Blacks. Il évolue au poste de demi de mêlée.

## Carrière

### En Club
- 2003-2012: Highlanders dans le Super 15
- 2000-2012: Southland Rugby dans le NPC
- 2012-2014: Gloucester Rugby Football Club  Angleterre
- 2014-2015: Tasman Rugby Union dans le NPC
- 2015: Blues dans le Super Rugby
- 2016: Southland Rugby dans le NPC

### En équipe nationale
Il a fait ses débuts avec les All Blacks le 13 novembre 2004, à l’occasion d'un match contre l'Équipe d'Italie. Avec les Kiwis, il dispute une Coupe du monde en 2011. Il participe à cinq éditions du Tri-nations en 2006, 2008, 2009, 2010 et 2011.  

## Palmarès

### En équipe nationale
- 51 sélections entre 2004 et 2011.
- 35 points (7 essais).
- Vainqueur du Tri-nations en 2006, 2008 et 2010
- Vainqueur de la Coupe du monde en 2011

## Statistiques

### En équipe nationale
De 2004 à 2011, Jimmy Cowan compte 51 sélections avec les All-Blacks, inscrivant 35 points. Avec les Kiwis, il dispute une Coupe du monde en 2011. Il participe à cinq éditions du Tri-nations en 2006, 2008, 2009, 2010 et 2011.